# Reintegracja
Reintegracja (z łac. re- 'ponownie' i integratio 'odnowienie' od integrare 
'odnawiać, odtwarzać' z integer 'nietknięty, cały') – odzyskanie obywatelstwa utraconego wskutek zawarcia małżeństwa z cudzoziemcem lub w związku z zawarciem takiego małżeństwa.
W myśl przepisów uchylonej ustawy z dnia 15 lutego 1962 r. o obywatelstwie polskim, odzyskanie obywatelstwa polskiego w trybie reintegracji następowało, jeżeli po ustaniu małżeństwa zawartego z cudzoziemcem lub jego unieważnieniu osoba zainteresowana złożyła odpowiednie oświadczenie przed właściwym organem (wojewodą lub konsulem) i organ ten wydał decyzję o przyjęciu oświadczenia. Przyjęcie oświadczenia mogło być uzależnione od złożenia dowodu utraty lub zwolnienia z obywatelstwa obcego.
W obecnej ustawie z 2 kwietnia 2009 r. ta forma przywrócenia obywatelstwa polskiego nie została uwzględniona. Art. 5 stanowi, iż "Zawarcie związku małżeńskiego przez obywatela polskiego z osobą niebędącą obywatelem polskim nie powoduje zmian w obywatelstwie małżonków."